# Wetzsteinerzeugung (Dornbirn)

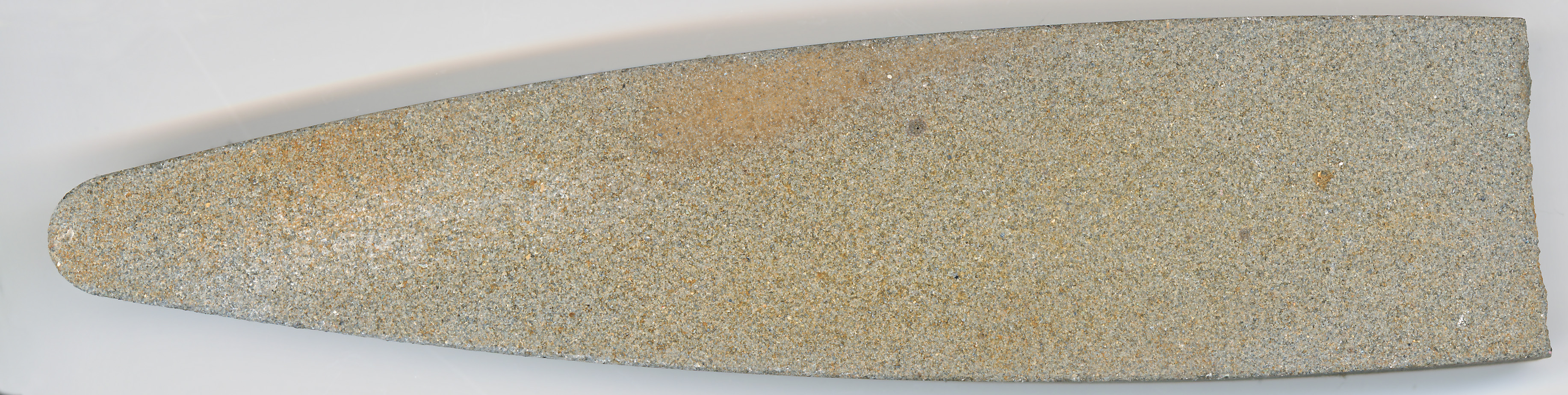
Geschliffener Natur-Wetzstein.

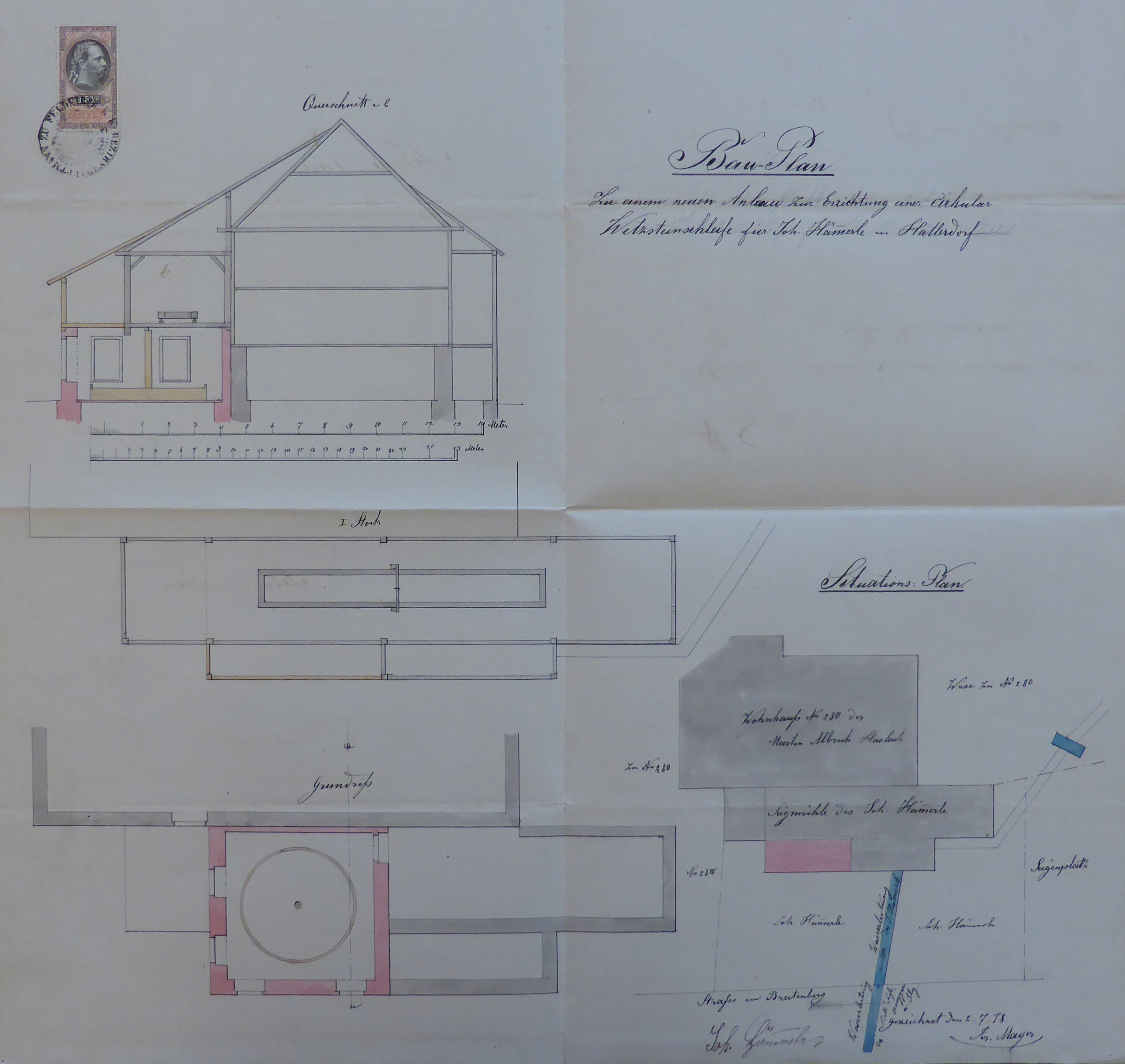
Skizze aus dem Baugesuch für die Wetzsteinschleife 1878

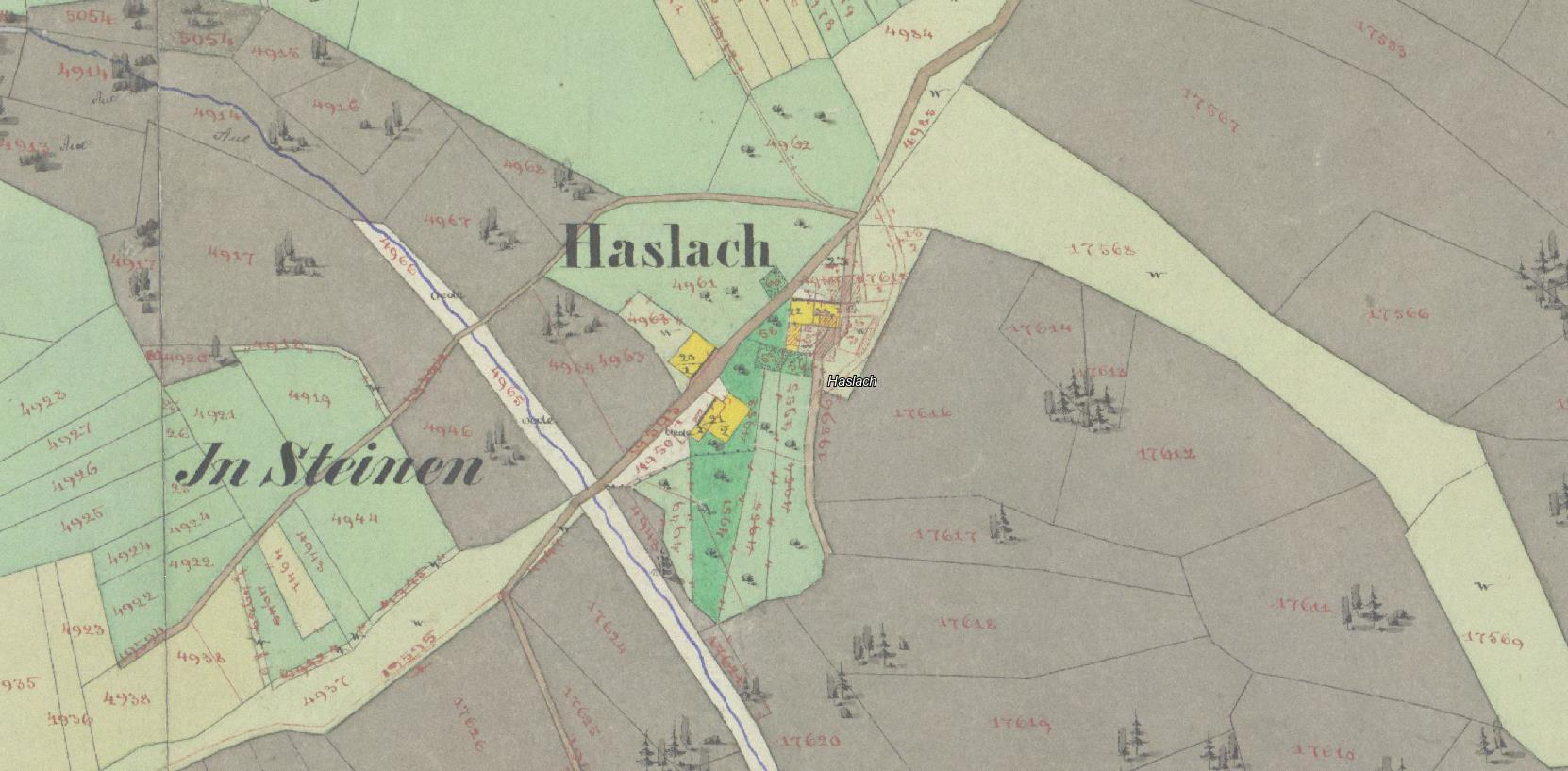
Katasterplan vom Haslach 1857

Die Wetzsteinerzeugung in Dornbirn im Bundesland Vorarlberg in Österreich erfolgte teilweise auf Grundlage natürlich vorkommender Rohstoffe im Schwarzachtobel (siehe Hauptartikel: Wetzsteinerzeugung im Schwarzachtobel) und in anderen Bezirken in Dornbirn (siehe unten) sowie durch die Herstellung von künstlichen Wetzsteinen.
Die Wetzsteinerzeugung war in Dornbirn, im Gegensatz zu Schwarzach, ein relativ unbedeutender Produktionszweig in der Gemeinde.

## Geschichte und Produktionsmethode
Der Beginn der Wetzsteinerzeugung in Dornbirn aus natürlichen Rohstoffen (Sandstein) ist unbekannt. Es sind diesbezüglich, wie in Schwarzach, noch keine gesicherten Erkenntnisse über die händische Herstellung erforscht. Glaukonit-Sandstein wurde in den nahe gelegenen Steinbrüchen der Hohenemser Parzelle Klien über Jahrhunderte für Wetzsteine, Mühl- und Pflastersteinen sowie den Hausbau abgebaut und anschließend in der Parzelle Boden vor dem Dornbirner Gütle geschliffen. 1585 standen nach einem landesfürstlichen Rechnungsbuch in Dornbirn folgende Mühlen in Verwendung: die Mühle, genannt die Segen (die Sägemühle, nach der die Siedlung Sägen benannt ist), die Mühlen in der Kehlen und in Adelsgehr, die Schnellenmüli am Stiglbach (Haselstauderbach), die untere Mühle am Stiglbach, die Mühlen in Völckistobel, im Ried (die alte Riedmühle), an der Dornbirnerach, die untere und die obere Mühle am Steinebach, die Mühle im Schnellen, eine Säge in der Achmühle, eine Schleifmühle und Wasserhammer ohne Ortsangabe sowie eine Schleifmühle am Gießen, einem Vorgänger des Müllerbachs. Ob diese Schleifmühle ohne Ortsangabe bzw. die Schleifmühle am Gießen eine Wetzsteinschleife war, ist noch nicht erforscht.
Quarzgestein (Saluiersand aus Wildflysch) wurde u. a. im Gütle, in der Parzelle Salzmann, abgebaut und von dort zur Wetzsteinerzeugung nach Schwarzach gebracht, zermahlen und als Schleifmittel (Schleifsand) verwendet, um die Oberfläche der rohen Wetzsteine zu glätten.
In Dornbirn Oberdorf erhielt 1839 Johann Feßler (auch: Fässler) ein Privileg auf die Erzeugung von künstlichen Wetzsteinen. Christian Feßler und Georg Huber betrieben Mitte des 19. Jahrhunderts eine Wetzsteinfabrik für Kunstwetzsteine im oberen Eulental.
Gemäß Beilage zum Dornbirner Gemeindeblatt (Nr. 40 von 1883) waren im Dornbirner Gemeindegebiet drei Wetzsteinfabrikationen für natürliche Ausgangsstoffe aus Sandstein anzufinden:
- Hämmerle Johann und M. Anna im Hatlerdorf, Haslach;
- Denifl Ludwig, Haselstauden;
- Fuchs Andreas, Schwarzachtobel.

Ein Baugesuch von Johann Hämmerle vom 2. Juli 1878 für den Umbau einer Säge in eine Wetzsteinschleiferei in einem Doppelhaus in Haslach in Dornbirn ist der Nachweis, dass nicht nur im Bezirk Haselstauden in Dornbirn Wetzsteine mechanisch bearbeitet werden sollten. Es ist dies auch die erste nachweisliche Erwähnung einer Zirkular‐Wetzsteinschleife in Vorarlberg, wobei nicht gesichert ist, ob nicht zuvor schon andere Schleifzirkel in Vorarlberg bestanden. Diese Wetzsteinschleife war bis 1890 in Betrieb und brannte am 17. Februar ab.
Mit der aufkommenden Mechanisierung der Landwirtschaft und der vermehrten Erzeugung von Kunstwetzsteinen außerhalb von Vorarlberg, ging die wirtschaftliche Bedeutung der Wetzsteinerzeugung im Schwarzachtobel auch auf Dornbirner Gemeindegebiet nach dem Zweiten Weltkrieg verloren.